# James Augustine
James Dale Augustine (Midlothian (Illinois), 27 de fevereiro de 1984) é um basquetebolista profissional estadunidense que atualmente joga pelo Unicaja Malaga.